# 艾洪德
艾洪德（1955年—），内蒙古赤峰人，汉族，中华人民共和国政治人物、第十一届全国人民代表大会辽宁地区代表。
毕业于辽宁财经学院货币银行学专业，是中共党员。曾任东北财经大学党委书记。2008年起担任全国人大代表。2014年1月，当选大连市政协副主席。